# Teodoro González de León
Pour les articles homonymes, voir González et León.
Teodoro González de León (né le 29 mai 1926 à Mexico et mort le 16 septembre 2016 dans la même ville) est un architecte mexicain.

## Biographie

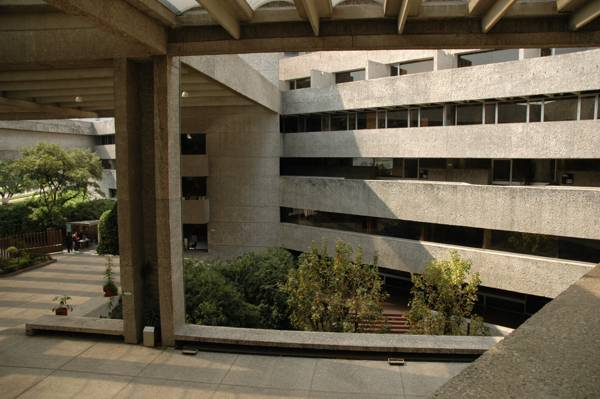
Le COLMEX à Mexico.

Teodoro González de León a étudié à l'école d'architecture de l'université nationale autonome du Mexique (UNAM). Il a travaillé pendant 18 mois à l'atelier de Le Corbusier, en France, à partir de 1947.
Il est l'auteur, avec l'architecte Abraham Zabludowsky, des réalisations suivantes situées dans la ville de Mexico : le siège de Infonavit, le Collège de Mexico, le Musée Rufino Tamayo, l'université pédagogique nationale (Mexique) entre autres. Parmi ses projets d'urbanisme se détache, avec Alberto Kalach, le retour à la cité lacustre.